# 24910 Haruoando
24910 Haruoando è un asteroide della fascia principale. Scoperto nel 1997, presenta un'orbita caratterizzata da un semiasse maggiore pari a 2,3031619 UA e da un'eccentricità di 0,2049562, inclinata di 1,17388° rispetto all'eclittica.